# Rise to Power
Rise to Power är ett samlingsalbum av Rick Ross, släppt den 18 september 2007. Albumet är inte ämnat som uppföljare till Port of Miami, men en kollektion av osläppt material som Ross spelade in som signerad vid Suave House. Innan han skrev kontrakt med Slip-'n-Slide/Def Jam.

## Låtlista
| Nr | Title                              | Producent(er)          | Tillsammans med                                | Längd |
| -- | ---------------------------------- | ---------------------- | ---------------------------------------------- | ----- |
| 1  | "Its On"                           | Jiggolo                | Noah, Jiggolo                                  | 3:45  |
| 2  | "Hold Me Down"                     | Mo-Suave-A Productions |                                                | 4:00  |
| 3  | "Get That Bread"                   | Jiggolo                | Cinque, Jiggolo, Big Duke från Boyz in da Hood | 3:50  |
| 4  | "Skit"                             |                        |                                                | 0:13  |
| 5  | "Street Love"                      | Kay Gee                | NEXT                                           | 4:13  |
| 6  | "Strapped"                         | Jiggolo                | Noah                                           | 3:40  |
| 7  | "Prove Me Wrong"                   | Jiggolo                | Devin the Dude                                 | 3:45  |
| 8  | "Bird Bath"                        | Mo-Suave-A Productions | Noah                                           | 4:15  |
| 9  | "B.L.O.W. (Block Life Is Our Way)" | Om'Mas                 | Clipse                                         | 4:15  |
| 10 | "Realest Niggas"                   | Ruggs                  | Gillie Da Kid, Reed Dollarz                    | 3:51  |
| 11 | "Simple And Plain"                 | Mo-Suave-A Productions |                                                | 3:48  |
| 12 | "Dear Lord"                        | Mo-Suave-A Productions | Scarface                                       | 3:04  |
| 13 | "Skit"                             |                        |                                                | 0:29  |
| 14 | "Been"                             | Jiggolo                | (Bonuslåt med Jiggolo)                         | 4:20  |
| 15 | "Breathe In, Breathe Out"          | Jiggolo                | (Bonuslåt med Jiggolo)                         | 4:32  |
| 16 | "737"                              | Jiggolo                | (Bonuslåt med Jiggolo)                         | 4:49  |